# Ngựa Fleuve
Ngựa Fleuve là một giống ngựa có nguồn gốc từ Senegal, một quốc gia ở khu vực Tây Phi. Tên của giống ngựa này là từ tiếng Pháp biểu thị từ "sông"; Giống ngựa này được đặt tên theo sông Senegal (tiếng Pháp: Fleuve Sénégal). Nó là một trong bốn giống ngựa Senegal, những giống khác là Ngựa Foutanké, Ngựa M'Bayar và Ngựa M'Par.:23

## Lịch sử
Nguồn gốc của ngựa ở Senegal không được ghi chép.:261 Fleuve có nguồn gốc từ những con ngựa Sahel từ vùng Hodh và Kayes của Mauretania và Mali trải dài đến phía bắc Senegal ngày nay.:262 Tất cả các giống ngựa này là hậu duệ của ngựa Barb từ các nước Maghreb có vị trí địa lý xa hơn về phía bắc.:14 Fleuve được mô tả là "ngựa Barb thoái hóa".:37–38
Năm 1996, Senegal có số lượng ngựa khoảng 400.000 con, lớn nhất trong số các quốc gia Tây Phi.:36 Đây là một sự gia tăng đáng kể so với con số 216.000 báo cáo năm 1978,:10 và tăng nhiều hơn số lượng từ sau Chiến tranh thế giới thứ hai khi đó ước tính chỉ khoảng 30.000.:260 Số lượng ngựa Fleuve không được báo cáo. Năm 2007, FAO không có dữ liệu để ước tính tình trạng bảo tồn của giống ngựa này.:101

## Sử dụng
Ngựa đóng vai trò quan trọng trong đời sống xã hội và kinh tế ở Senegal.:52 Ngựa Fleuve từng là giống ngựa của thủ lĩnh; nó bây giờ được sử dụng như một giống ngựa cưỡi và ngựa đua.:15
Giống ngựa này cũng được sử dụng trong lai giống: một phéo lai giữa một con ngựa Fleuve và một con ngựa M'Bayar tạo ra giống ngựa Foutanké.:15